# Guido Pedroli
Guido Pedroli (* 21. Mai 1928 in Bellinzona; † 28. Juni 1962 in Locarno) war ein Schweizer Pädagoge und Politiker.

## Leben
Guido Pedroli war der Sohn von Ernesto Pedro, Inhaber einer Niederlassung der Linoleum AG in Turin, und dessen Ehefrau Eva (geb. Carmine). Sein Bruder war der Mediziner Sandro Pedroli (* 5. Mai 1923 in Bellinzona; † 18. Juni 2019).
Noch während seiner Kindheit zog die Familie aus dem Tessin nach Turin, dort kam er während des Zweiten Weltkriegs mit dem italienischen Widerstand in Verbindung.
Von 1946 bis 1950 studierte er Philosophie an der Universität Turin und beendete sein Studium mit einer Arbeit über Max Scheler, die 1952 publiziert wurde. 1951 begann er als Lehrer am Progymnasium in Locarno und wechselte später zum dortigen Lehrerseminar. 1961 wurde er Privatdozent für Philosophie an der Universität Rom.
Guido Pedroli war in erster Ehe mit Rosmarie Christen und in zweiter Ehe mit Nelly Anderegg verheiratet.

### Politisches Wirken
1952 trat er in die Sozialdemokratische Partei ein, wirkte bei den Jungsozialisten mit und gehörte der Geschäftsleitung an. Guido Pedroli war eine prägende Gestalt der sozialistischen Bewegung im Kanton Tessin.

### Schriftstellerisches Wirken
Von 1952 bis 1962 schrieb er für Libera Stampa und von 1953 bis 1957 für die Kulturzeitschrift Svizzera italiana. 1958 verfasste er einige Studien zu Edmund Husserl. Sein bekanntestes Werk war Il Socialismo nella Svizzera italiana: 1880–1922.

## Schriften (Auswahl)
- Max Scheler dalla fenomenologie alle sociologia. Edizioni di "Filosofia", Turin 1952.
- Hans Ryffel; Guido Pedroli: Correnti filosofiche in Svizzera. Edizioni di "Filosofia", Turin 1954.
- Toni Cassirer; Guido Pedroli; Rosemarie Pedroli: Ernst Cassirer in America.  Edizioni di "Filosofia", Turin 1955.
- La fenomenologia di Husserl. Taylor, Turin 1958.
- Il Socialismo nella Svizzera italiana: 1880–1922. Feltrinelli, Mailand 1963.